# Woogbrücke (Worms)

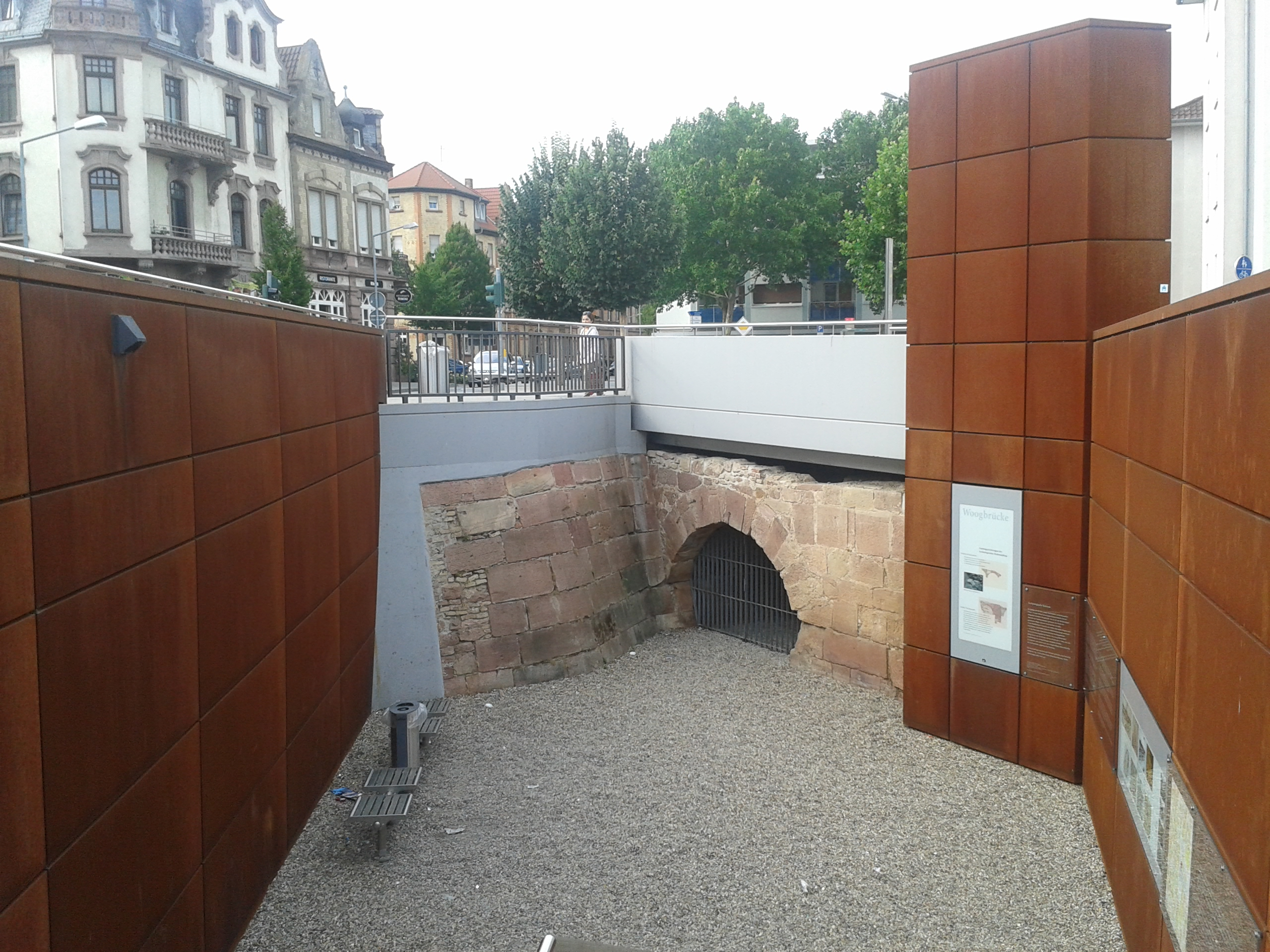
Woogbrücke in Worms

Die Woogbrücke in Worms ist ein historisches Brückenbauwerk aus dem 17. Jahrhundert, das bei Straßenbauarbeiten im Jahre 2009 zufällig entdeckt und in der Folge teilweise freigelegt wurde.

## Zeitraum der Entdeckung
Als am 27. April 2009 beim Ausbau eines Verkehrsknotenpunktes an der Straße Rheintorplatz, zur B 47, der Straßenbelag aufgebrochen wurde, kam ein Abwasserkanal aus dem 19. Jahrhundert zum Vorschein. Weil nicht sicher erkennbar war, ob der entdeckte Kanal irgendeine historische Bedeutung hat, wurden die Arbeiten äußerst vorsichtig fortgesetzt. Kurze Zeit später wurde ein unter dem Kanal liegendes, aus massiven Sandsteinquadern geformtes Bauwerk gefunden, dessen historische Funktion zunächst nicht erkannt wurde.

## Historische Bedeutung
Da aus alten Stadtansichten hervorgeht, dass an dieser Stelle eine Bastion gestanden haben soll, wurden die Straßenbauarbeiten gestoppt. Mitarbeiter der Denkmalpflege legten in der Folge Teile des Fundamentes der Bastion frei, ebenso kam eine Brücke zum Vorschein, die historisch über den bis ins 19. Jahrhundert bestehenden Woog überquerte und zeitweise Stadtbildprägend war, da die Brücke, vom Rhein aus gesehen, den einzigen Zugang zur Stadt darstellte. 
Der Woog in Worms war ein weitgehend stehendes Gewässer vor der östlichen Wormser Stadtmauer. Gespeist wurde er vom Maria-Münster-Bach der südlich vom Woog lag. Nördlich der Woogbrücke vereinte sich der Woog mit dem historischen Stadtbach, um dort in den Gießen zu münden und im Norden der Stadt in den Rhein zu fließen.
Als Bauwerk vor der Stadtzerstörung im Jahre 1689 im Rahmen des Pfälzischen Erbfolgekriegs stellen die Überreste der Brücke für die Wormser Geschichte einen außerordentlichen historischen Wert dar.
Im weiteren Verlauf der Nachforschungen stellte sich heraus, dass die Woogbrücke offenbar bereits im ausgehenden 19. Jahrhundert bemerkt worden sein musste, da der in diesem Zeitraum erstellte, unmittelbar darüber verlaufende Abwasserkanal es erforderlich machte, die Brücke teilweise abzubrechen. Offensichtlich wurde das historische Bauwerk zum damaligen Zeitpunkt als nicht besonders wertvoll eingestuft und geriet danach komplett in Vergessenheit.

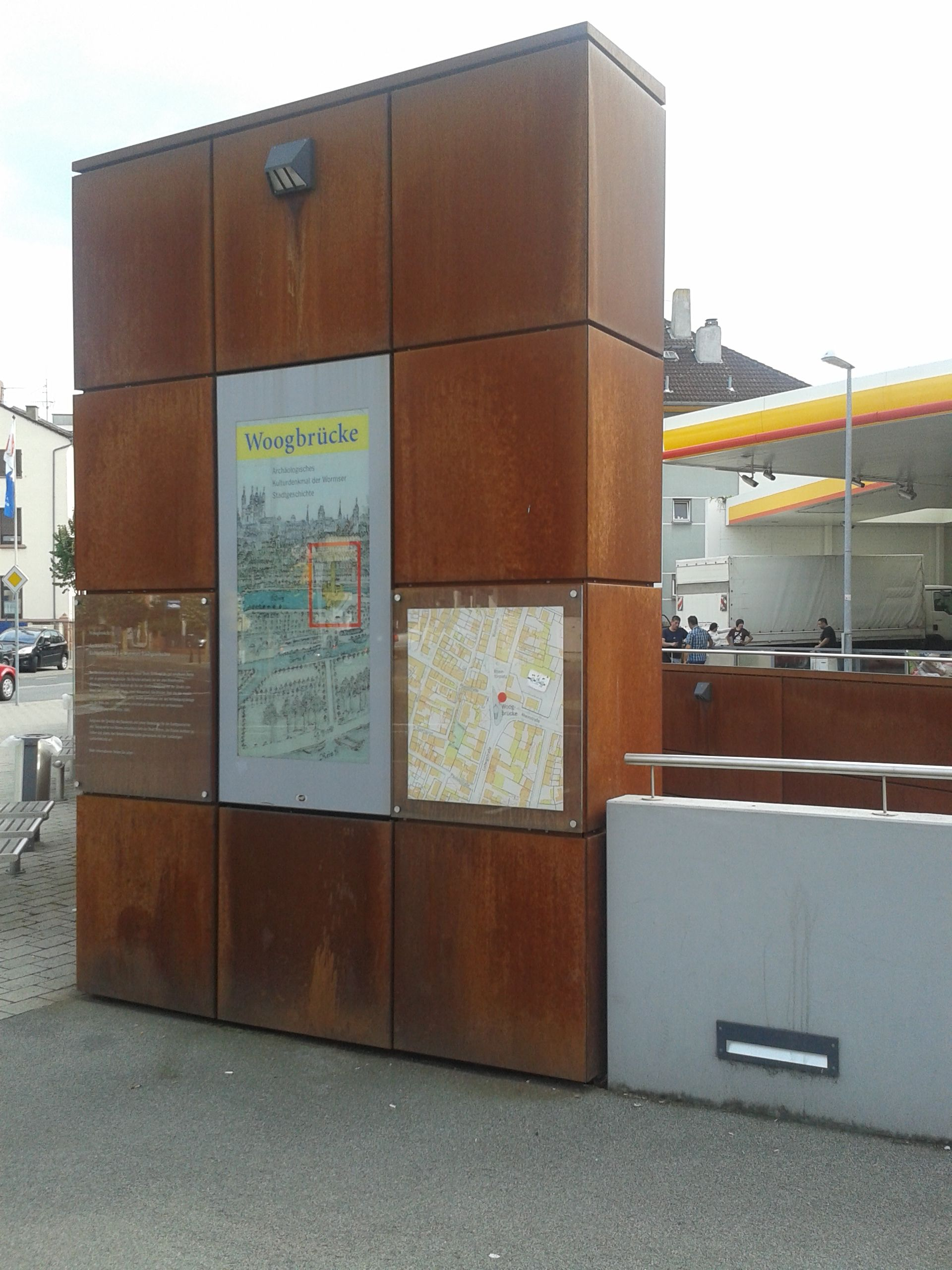
Infostele oberhalb der Woogbrücke

## Folge der Entdeckung
Zunächst wurde der Ausbau des Verkehrsknotenpunktes komplett eingestellt, da nicht klar war, wie man mit dem Fund umzugehen hat. Es gab Überlegungen, nach dem alles fotografiert und dokumentiert ist, den Fund wieder zuzuschütten und mit den ursprünglich geplanten Baumaßnahmen fortzufahren. Da der Wormser Stadtrat die Woogbrücke jedoch als außerordentlich wichtiges historisches Bauwerk einstufte, dessen Erhalt unbedingt gesichert werden müsse, wurde beschlossen, die Woogbrücke in die Planungen des Verkehrsknotenpunktes mit einzubeziehen. Die Planung wurde umgestaltet, das historische Bauwerk wurde verfestigt, der Platz rund um den Fundort wurde komplett neu erschlossen. Eine Treppenanlage führt Besucher hinab zum Fundort, der mit Informationstafeln versehen ist, die mit Bildern und Texten den Fund darstellen. Ein Kiesbett, welches das ehemalige Flussbett des Woog markieren soll, säumt den unteren Bereich der für die Öffentlichkeit zugänglichen Stelle unmittelbar vor der Woogbrücke. Das Fundament der Brücke ist durch ein Gitter verschlossen. Auf dem oberen Bereich des Platzes steht eine Infostele, die den vorbeifließenden Verkehr auf den historischen Fund hinweisen soll.

## Weitere Entdeckungen
Im Mai, Juli und August des Jahres 2009 wurden bei den Straßenbauarbeiten noch weitere Brückenbögen der ehemaligen Woogbrücke entdeckt, bei denen teilweise Sandsteinspolien aus dem frühen Mittelalter wiederverwendet wurden. Beispielsweise wurden Sandsteine in den Bauwerken entdeckt, die aus der Renaissance stammen und ursprünglich als Fenstergewänden dienten. Insgesamt wurden vier Bögen entdeckt, die folgenden drei wurden jedoch nur dokumentiert, fotografiert und anschließend gut verpackt, wieder zugeschüttet. Nur der erste Brückenbogen wurde aufbereitet und für die Öffentlichkeit und den Tourismus zugänglich gemacht. Komplett abgeschlossen waren die Straßenbaumaßnahmen 2010.